# Nokia Lumia 800
Nokia Lumia 800 (кодовое имя 'Sea Ray') — смартфон производства компании Nokia, работающий на операционной системе Windows Phone. Впервые был представлен 26 октября 2011 на мероприятии Nokia World 2011. Аппарат был выпущен в 2011 году как результат подписания соглашения о партнёрстве между компаниями Microsoft и Nokia. Смартфон являлся старшей моделью среди двух представленных устройств 2011 года и позиционировался как флагман компании на платформе от Microsoft. В России поступил в продажу в декабре 2011 года.

## Описание
Аппарат работает на процессоре Qualcomm MSM 8255 с частотой 1,4 ГГц, оперативной памяти 512 мегабайт, внутренней памяти на 16 гигабайт, несъёмном аккумуляторе на 1450 мАч. Смартфон имеет только основную камеру 8 мегапикселей с широкоугольным объективом от Carl Zeiss.
Дизайн Nokia Lumia 800 во многом заимствован у предыдущего смартфона Nokia N9. Основными отличиями являются физическая кнопка, отвечающая за запуск камеры, которая размещена на правой грани смартфона, и двойная светодиодная вспышка, передвинутая строго над камерой с линзами Carl Zeiss. Несмотря на внешнее сходство, Lumia сильно отличается от N9 внутри. Lumia 800 построена на чипсете Qualcomm, в то время как N9 — на чипсете Texas Instruments OMAP.
Как и N9, Lumia имеет выпуклый изогнутый экран Gorilla Glass AMOLED PenTile с антибликовым фильтром ClearBlack. Диагональ экрана составляет 3,7 дюйма (800 × 480 пикселей) против 3,9 дюйма (854 × 480 пикселей) в N9, чтобы соответствовать спецификациям Windows Phone. Экран также включает три ёмкостные клавиши, расположенные под стеклом. Однотонный монолитный корпус выполнен из поликарбонатного пластика.
Выпуск основанного на чипсете Qualcomm Lumia 800 Nokia поручила Compal Electronics. Согласно Nokia, это было связано с временными ограничениями и их опытом в работе с данным чипсетом. Устройства для Европейского и Северо-Американского рынков разрабатывались, тестировались и упаковывались на фабрике Nokia в Сало, Финляндия.
9 января 2012 Nokia Lumia 900 была анонсирована как параллельная модель с встроенным гироскопом, поддержкой LTE, более крупным дисплеем, фронтальной камерой для видеоконференций, её основная (задняя) камера отличается улучшенным фокусом и балансировкой цвета.

## Программное обеспечение
Lumia 800 была выпущена с четырьмя эксклюзивными приложениями Nokia, не входящими в стандартную версию Windows Phone: Навигатор Nokia — бесплатная пошаговая навигационная система; Карты Nokia; Музыка Nokia — бесплатный сервис потокового прослушивания музыки и музыкальный магазин; App Highlights — сервис предложения программ, основывающийся на местоположении и данных об операторе связи.
В дополнение к этим приложениям, Microsoft также включили в прошивку сервис Office 365, в котором пользователь может редактировать документы, создавать таблицы, открывать презентации PowerPoint и даже создавать документы OneNote. Созданные файлы могут храниться на самом телефоне и в облачном хранилище сервиса SkyDrive.
Некоторые функции, отсутствовавшие в прошивке Mango, были добавлены в обновлении Refresh. Это такие функции, как «Общий интернет», позволяющий раздавать интернет с телефона по Wi-Fi, а также «Flip-to-Silence», благодаря которой можно отключить звук при звонке, перевернув смартфон экраном вниз.

## Эксклюзивы Nokia
В дополнение к уже установленным фирменным приложениям, в Windows Phone Marketplace есть раздел Эксклюзивы Nokia. По состоянию на август 2012 он содержит следующие приложения: TuneIn Radio, CNN, WRC Live, Дополнения камеры, Музыка Nokia, Книги Nokia, Настройка сети, Перенос контактов (перенос контактов со старого телефона на новый), Медиа-центр, Creative Studio (приложение для редактирования фотографий), Nokia Climate Mission 3D (экологическая игра), игра Mirror’s Edge, Groupon, Передача контактов (программа для передачи бизнес-карточек по электронной почте или SMS), Soundtracker, Tango Video Calls (позволяет совершать бесплатные звонки в сетях 3G, 4G и Wi-Fi), Nokia Trailers, The Dark Knight Rises, Batman Origins, Viet Keyboard, Nokia Army, Delfi, The Caddie+, Goal.com 2012 Finals, TDKR:Prologue и PGA Tour.

## Обновление до следующих версий Windows Phone
Согласно Microsoft, существующие WP7 устройства не смогут быть обновлены до WP8, которая вышла осенью 2012 года. Вместо этого Microsoft выпустила для них WP7.8, которая будет содержать основные функции WP8, не связанные с аппаратным обеспечением.

## Соединение с компьютером
Как и все остальные устройства Windows Phone, Nokia Lumia 800 использует для соединения с компьютером и синхронизации пользовательских данных программу Zune Software. Пользователи Mac OS X могут использовать для синхронизации программу Windows Phone 7 Connector. Кроме того, доступна синхронизация по Wi-Fi, при условии, что смартфон подключен к зарядному устройству и находится в той же сети, что и компьютер.

## Старт продаж
Lumia 800 была представлена исполнительным директором Nokia Стивеном Элопом вместе с моделью Lumia 710 на Всемирной конференции Nokia в Лондоне, которая прошла в октябре 2011 года. Запуск сопровождался звуковым и световым шоу. Nokia и канадский DJ Deadmau5 осветили берега реки Темзы и Millbank Tower звуковым и лазерным представлением.
Мероприятие, посвященное старту продаж Lumia 800 в России, прошло во флагманском салоне Nokia в Москве 1 декабря 2011 года. Между первыми 50 покупателями Lumia 800 была разыграна поездка на Байконур.